# 우리황실사랑회
우리황실사랑회 (우리皇室사랑會)는 단체에서 공표한 공식 연혁에 따르면 2001년 7월 4일에 인터넷 사이트 사이버 조선왕조 내의 소모임으로 처음 개설되었고, 8월 19일에 다음 포탈의 카페가 개설되어 2009년 현재까지 활동 중인 대한제국 황실 복원을 위한 정부기관 미등록 민간 단체이다.

## 설립과정과 발전과정
설립자는 이승욱이며 2001년 사이버 조선왕조의 게시판을 할당받아 '대한제국황실복원추진위원회'라는 이름으로 시작되었다. 이후 다음 사이트에 카페를 개설하면서 본격적인 활동이 시작되었다. '대한제국 황실이 근정전에 우뚝 서는 그날까지'라는 슬로건을 내걸고, "대한제국황실복원추진위원회"(약칭 황추위)라는 명칭을 사용하였다. 제1기 위원장은 이승욱이며, 2001년 10월 1일 제1기 운영진이 정식 출범한 이후의 황추위는 대한제국시대 역사 재조명 작업과 일제에 의해 훼손된 황실의 명예회복, 우리나라의 역사 정통성을 세우기 위하여 대한 황실의 상징적 복원을 위한 홍보작업 등을 꾸준하게 진행하여 왔다. 2004년 10월에 미국 뉴욕에 거주하는 의친왕의 9남 이충길(황실명:이갑)을 단체의 고문으로 모시고 귀국대책위원회를 발족하였으며, 2005년 1월 14일에 단체명을 "우리황실사랑회"(약칭 황사회)로 개칭하였다. 이를 통해 본격적인 황실에 대한 민간 여론을 이끄는 대표 단체가 되었다. 이후 매년 종묘대제 때 대한황실에 대한 홍보작업을 하고 있으며, 고양시 환경연합과 함께 서삼릉 지키기 운동, 고종황제의 고명딸 덕혜옹주의 기제사 시행 사업 등을 전개하였다. 뿐만 아니라 가족의 성묘 형태 정도로 축소되었던 의친왕의 기제사를, 친왕의 격에 맞게 형식을 갖춘 기제향으로 올리는 사업을 전개함으로 그 성과를 이루어낸 바 있다. 그 후 2006년 1월 수석부위원장이던 전종현(회사원)을 제2기 위원장으로 선출한 후, 가짜 황손 척결, 문화재 보호 운동, 해방 이후 황실 역사 왜곡에 대한 정확한 정보 제공 등의 사업을 벌였고, 2009년, 2013년에는 3기 박태식 위원장을 선출하여 새 운영진을 구성하였다. 2021년 7월 현재 카페에 약 1,100명의 회원이 가입되어 있는 상태이다. 특정 문중모임이 아니라, 성씨와 본관이 서로 다른 일반 국민들이 자발적으로 모여 대한황실의 재조명을 위해 활동하는 단체인 것이 특징이다.

## 같이 보기
- 조선왕조
- 대한제국
- 대한제국의 황실 수장
- 전주이씨대동종약원
- 대한황실문화원